# Suid-Afrikaanse Party
De Suid-Afrikaanse Party, in 1910 opgericht als de Zuid-Afrikaansche Partij, was een Boeren-partij in de Unie van Zuid-Afrika. De partij kwam in 1910 aan de macht toen Louis Botha de eerste regering van Zuid-Afrika vormde. In 1911 fuseerde de partij met de Afrikaner Bond en werd de partij hernoemd in het Afrikaans. Jan Christian Smuts was van 1919 tot 1924 namens de SAP minister-president; van 1939 tot 1948 was hij dat opnieuw, maar nu namens de Verenigde Party.
De SAP streefde naar goede betrekkingen tussen de Afrikaners en de Engelsen in Zuid-Afrika. De SAP was geen voorstander van apartheid, maar beschouwde de blanke suprematie over de zwarte meerderheid wel als een "natuurlijk" gegeven. Emancipatie van de Afrikaners stond ook op het programma. In 1934 fuseerde de SAP met de Nasionale Party van James Barry Munnik Hertzog. De partij heette sindsdien Verenigde Party.